# Mur Tsoï
Le mur Tsoï (Mur de Tsoï, russe : Стена Цоя) est un mur couvert de graffitis, à Moscou, dédié au musicien Viktor Tsoï et à son groupe Kino. Le mur, à la maison no 37, à l'intersection de la rue Arbat et de l'allée Krivoarbatsky est considéré comme l'un des monuments les plus célèbres de Moscou.

## Tradition
Il est de coutume, pour les fans de Tsoï, de laisser une cigarette allumée cassée dans le cendrier installé près du mur.
Fréquemment visité par les fans du chanteur, le mur est devenu un endroit pour cacher un mot à un ami ou organiser une rencontre. Il existe également des murs en hommage à Tsoï dans d'autres villes, telles que Saint-Pétersbourg, Khabarovsk, Dnipropetrovsk et Sébastopol,.

## Histoire

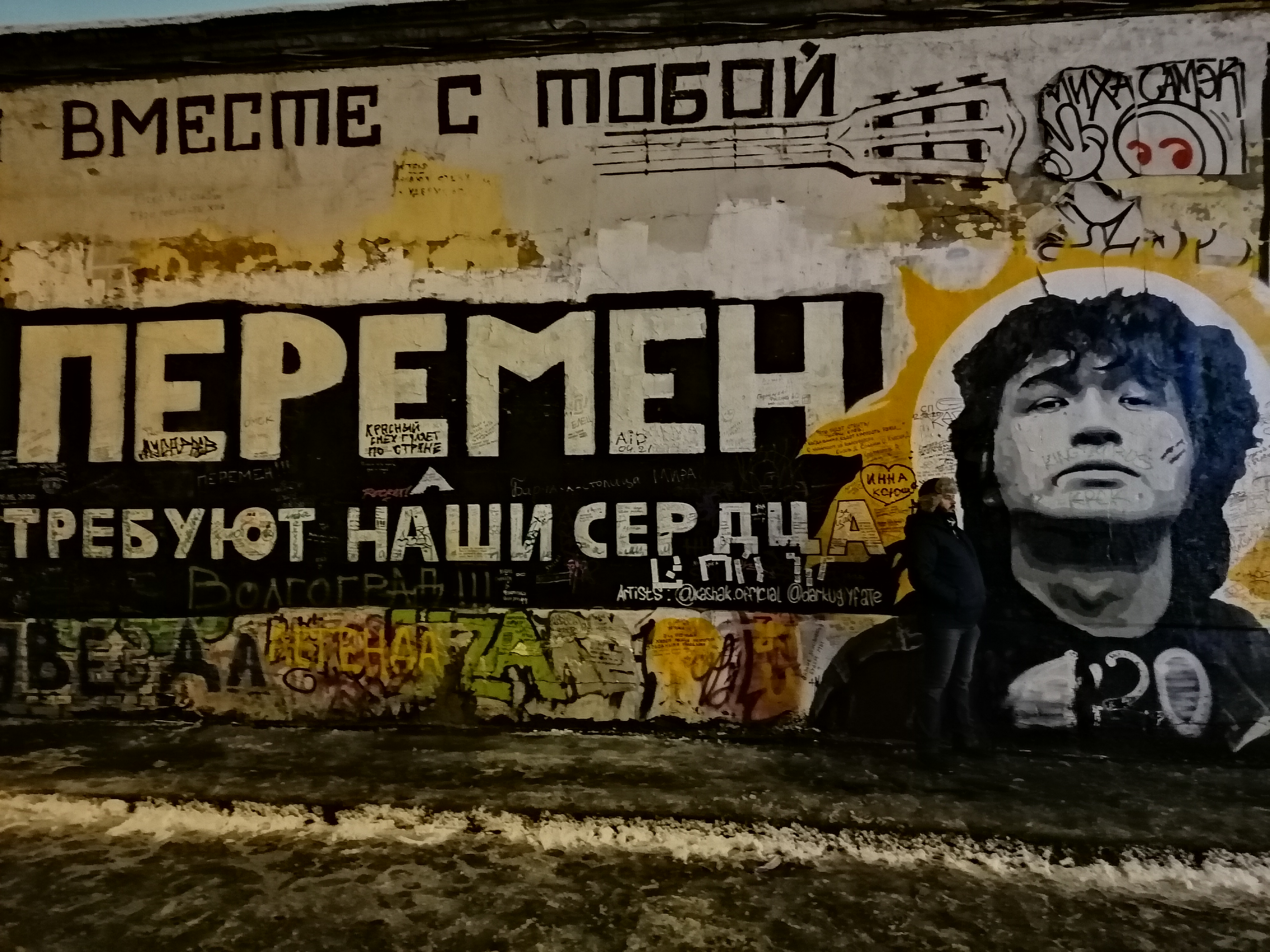
Mur de Tsoï.

Un premier graffiti a été inscrit le 15 août 1990, le jour de la mort du chanteur, portant l'inscription « Viktor Tsoï est mort aujourd'hui » (Сегодня погиб Виктор Цой) en noir. Par la suite, quelqu'un a inscrit une réponse : « Tsoï vit ! » (Цой жив!). Peu après, de nombreuses autres inscriptions ont été ajoutées, y compris des extraits des chansons de Kino Пачка сигарет (« Paquet de cigarettes ») et Муравейник (« Fourmilière »). En 2006, le mur a été repeint par les membres du projet Art Destroy, mais les graffitis ont été restaurés par les fans. En 2009, les autorités de Moscou ont annoncé leur intention de rénover le mur mais les plans ont été accueillis avec scepticisme et ont été abandonnés.
Un monument de Tsoï pieds nus, assis sur une moto, devait être installé près du mur, mais l'idée a été rejetée par les résidents locaux ainsi que les fans de Tsoï eux-mêmes.